# Hornera rubeschi
Hornera rubeschi är en mossdjursart som beskrevs av Reuss 1848. Hornera rubeschi ingår i släktet Hornera och familjen Horneridae. Inga underarter finns listade i Catalogue of Life.